# Cómo se hace una novela
Cómo se hace una novela es una novela escrita por Miguel de Unamuno entre 1924 y 1927 cuando es publicada en Buenos Aires. En España no sale a luz hasta 1950, con evidentes cambios y supresiones que serán solventados en ediciones posteriores.

## Argumento
La novela se propone como unas memorias de Unamuno mientras se encuentra exiliado en Francia. En este tiempo se proponía escribir el libro Jugo de la Raza. La obra se plantea como un supuesto manual de escritura, cuando en realidad permite exponer al autor Bilbaíno su excelente prosa y pensamiento. Es un ensayo en el que expone sus criticas a la dictadura de Primo de Rivera. Sin ambages. 

En 1986 la Asociación de Amigos de Unamuno de Bilbao publicó una edición con ilustraciones de Rafael Ortiz Alfau.
- Datos: Q20995233